# عداد تدفق الهواء

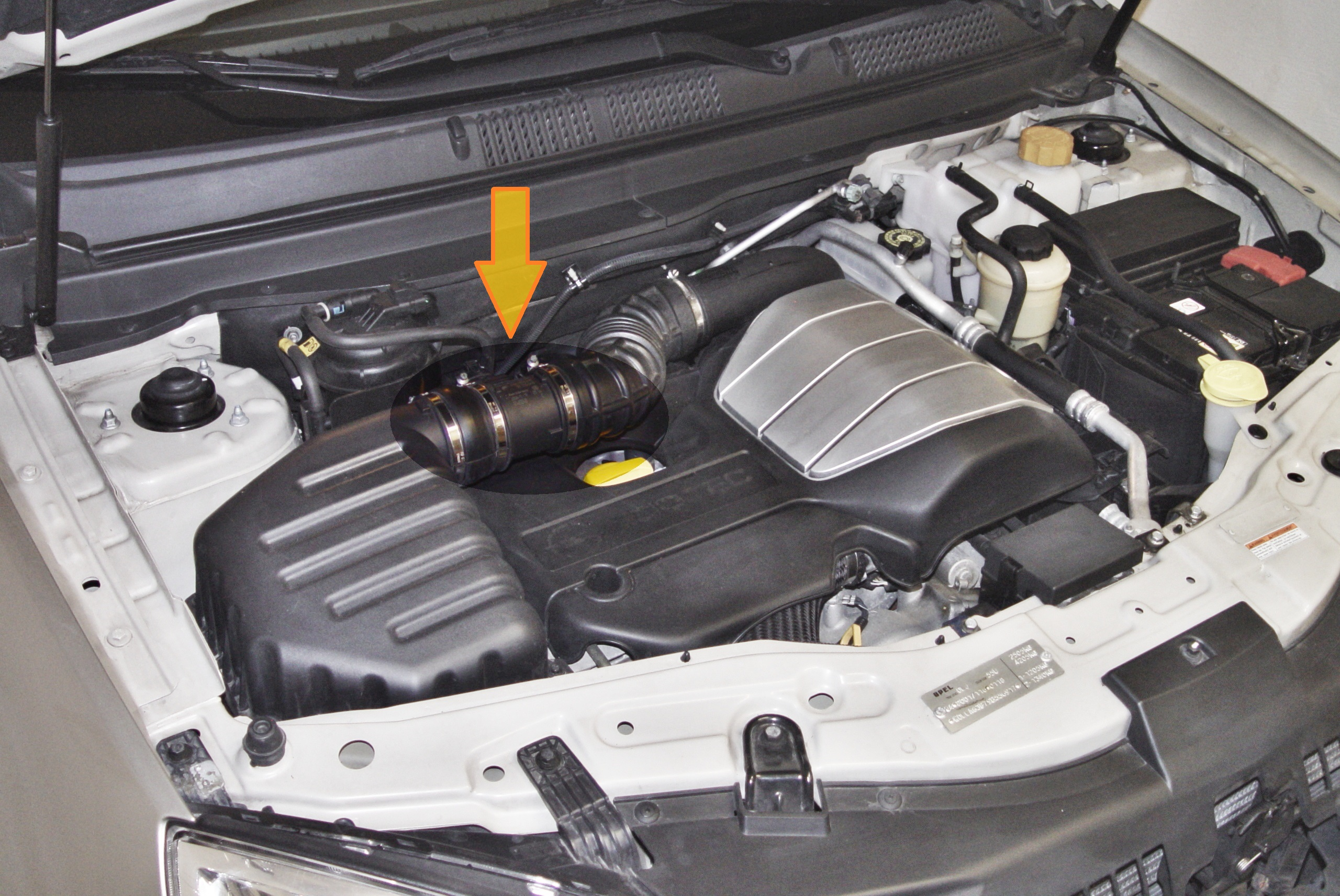

عداد تدفق الهواء هو جهاز يقيس تدفق أو سريان الهواء، أي كمية الهواء التي تمر خلال أنبوب. يمكن أن يكون على شكل بسيط من أجهزة قياس سرعة الرياح، يتركب من دولاب يدور بفعل قوة الرياح، ويفيد مثل هذا الجهاز في قياس سرعة الرياح المنخفضة.